# Robinson Crusoe (film din 1997)
Robinson Crusoe este un film american de aventură, dramatic de supraviețuire din 1997, regizat de Rod Hardy și George T. Miller, cu Pierce Brosnan în rolul principal, bazat pe romanul din 1719 al lui Daniel Defoe, Robinson Crusoe.

## Distribuție
- Pierce Brosnan - Robinson Crusoe
- William Takaku - Vineri (Man Friday)
- Polly Walker - Mary McGregor
- Ian Hart - Daniel Defoe
- James Frain - Robert, editorul lui Defoe
- Damian Lewis - Patrick Connor
- Ben Robertson - James, fratele lui Patrick
- Martin Grace - căpitanul Braga
- Sean Brosnan - Cabin boy [7]
- Lysette Anthony - doamna Crusoe
- Tim McMulian - al doilea lui Crusoe
- Mal Tobias - al doilea al lui Patrick Connor
- Jim Clark - căpitanul navei de sclavi

## Recepție
Datorită unei lansări foarte limitate, care nu a avut loc niciodată în cinematografele din Statele Unite ale Americii sau Regatul Unit, Robinson Crusoe nu a avut parte de o atenție  a presei larg răspândită sau de cea a criticilor de film. Printre puținele recenzii disponibile, Radio Times i-a acordat două stele, considerându-l  pe Brosnan „neconvingător” în rolul principal. DVD Talk a lăudat performanța lui Brosnan, dar a considerat că ritmul a fost prea rapid și nu a permis o imersiune adecvată. 